# بی‌هایو
بی‌هایو (به انگلیسی: bhyve) یک راه‌کار مجازی‌سازی برای سیستم‌عامل فری‌بی‌اس‌دی است. به کمک بی‌هایو می‌توان چندین ماشین مجازی مهمان را بر روی یک سیستم‌عامل فری‌بی‌اس‌دی اجرا کرد. برای استفاده از بی‌هایو، پردازنده سیستم باید از قابلیت‌های VT-x و  EPT پشتیبانی کند. هر چند که در حال حاضر سیستم‌عامل‌های مهمان فقط می‌توانند فری‌بی‌اس‌دی باشند، اما پشتیبانی از سایر سیستم‌عامل‌ها مانند لینوکس، اپن‌بی‌اس‌دی و ... به بی‌هایو اضافه خواهد شد. هم‌اکنون بی‌هایو وارد درخت ‎-CURRENT سیستم‌عامل فری‌بی‌اس‌دی شده‌است.